# Bludovice (Nový Jičín)

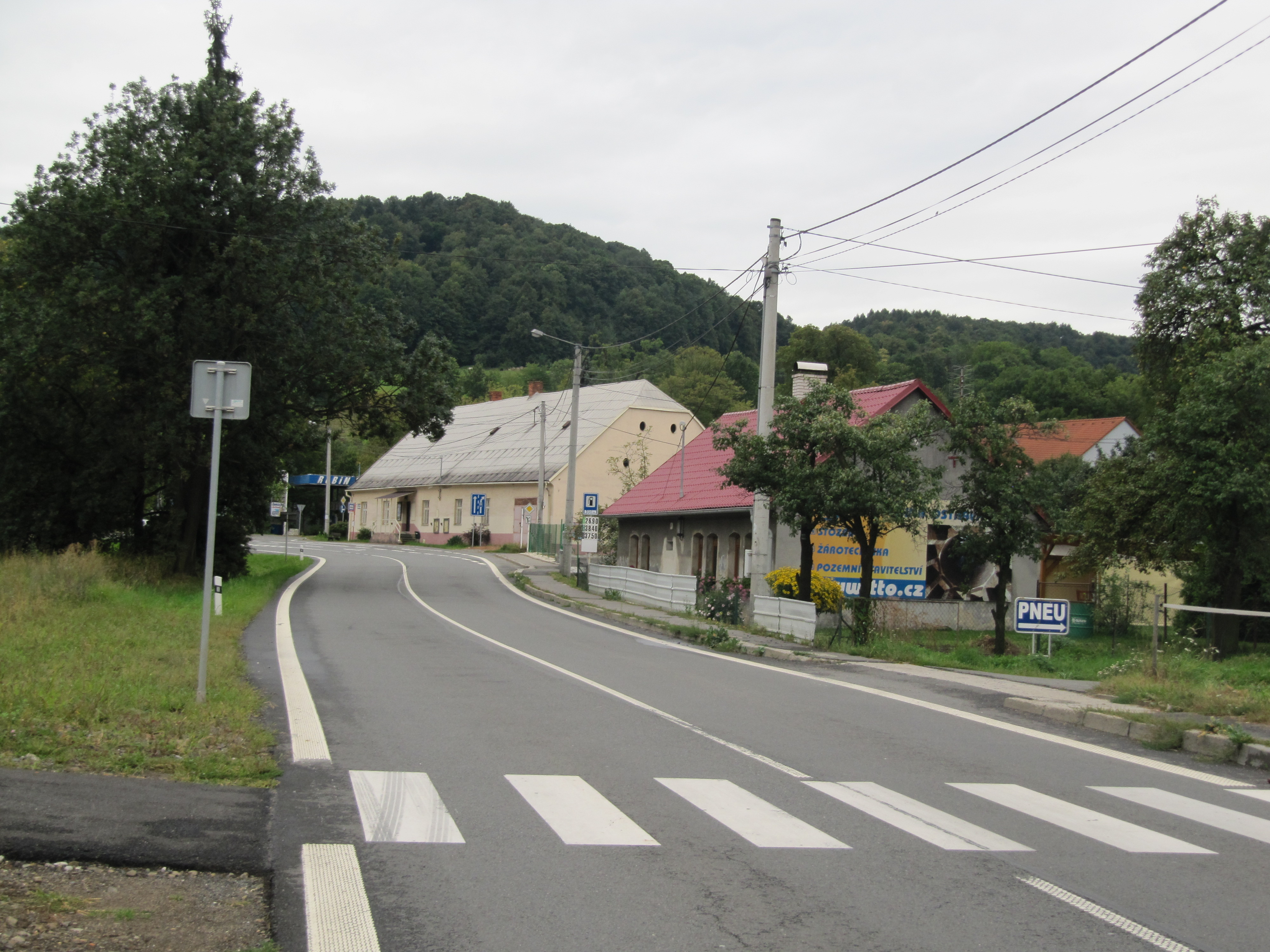
Ortsansicht

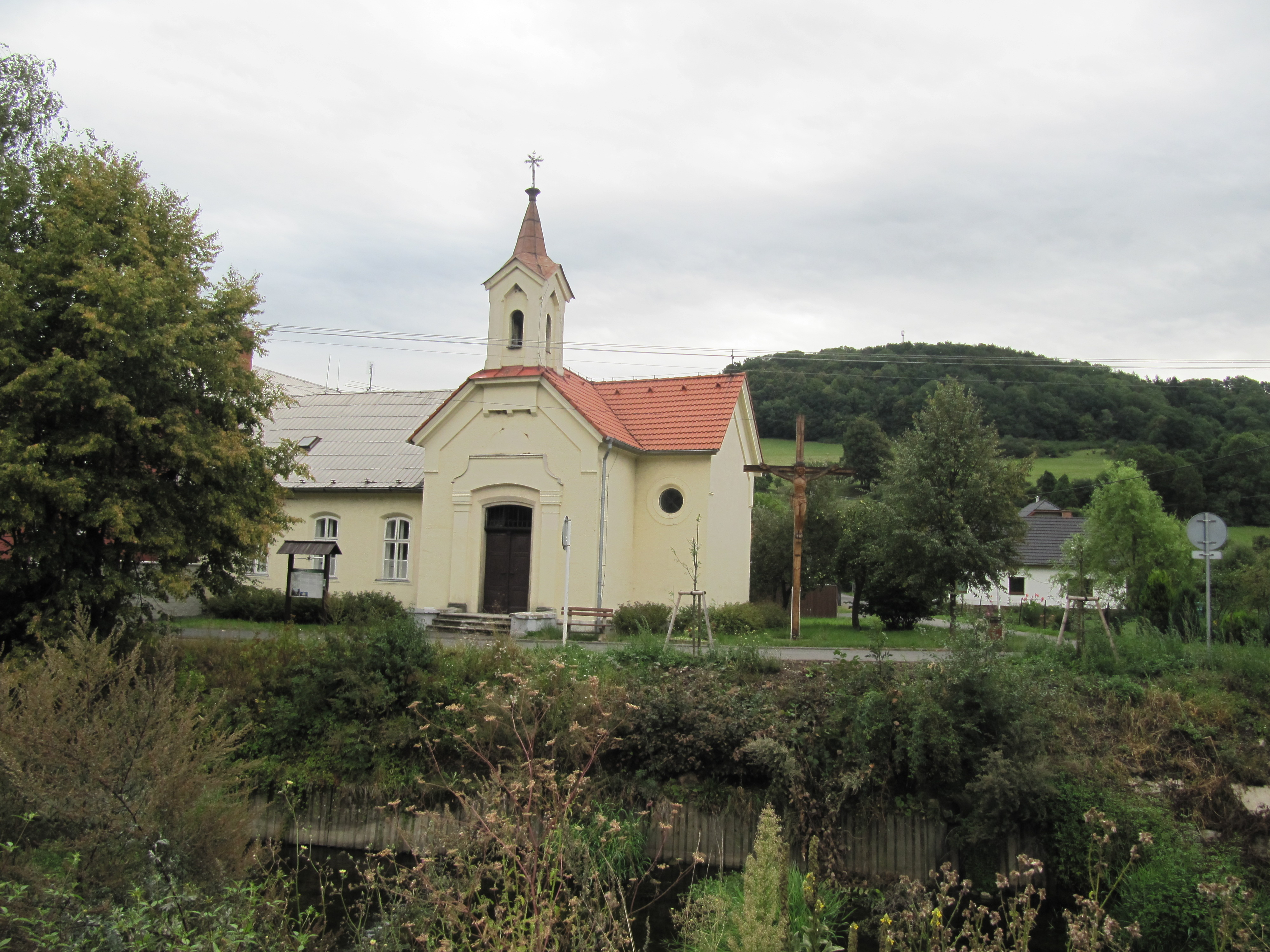
Kapelle des hl. Michael

Bludovice (deutsch Blauendorf) ist ein Ortsteil der Stadt Nový Jičín in Tschechien. Er liegt zweieinhalb Kilometer südlich von Nový Jičín und gehört zum Okres Nový Jičín.

## Geographie
Bludovice erstreckt sich entlang des Baches Zrzávka (Untere Titsch) in der Podbeskydská pahorkatina (Vorbeskidenhügelland).  Nördlich erheben sich die Skalka (Steinberg, 365 m n.m.) und die Ignácova hora (Ignatiusberg, 322 m n.m.), im Nordosten der Žilinský kopec (Kleiner Gimpelberg, 377 m n.m.), östlich der Hýlovec (Großer Gimpelberg, 437 m n.m.), südwestlich die Homole (437 m n.m.) und der Palackého vrch (Palatzkyberg, 437 m n.m.) sowie im Westen der Svinec (Schwinz, 546 m n.m.). Durch das Dorf verläuft die Staatsstraße I/57 zwischen Valašské Meziříčí und Nový Jičín. Auf der Trasse der abgebauten Bahnstrecke Hostašovice–Nový Jičín horní nádraží wurde ein Radweg angelegt. Im südlichen Teil der Gemarkung liegt das Areal des Staatsbetriebs VOP 012. Bludovice befindet sich im  Naturpark Podbeskydí.
Nachbarorte sind Horní Předměstí und Nový Jičín im Norden, Žilina im Nordosten, Životice u Nového Jičína und Mořkov im Südosten, Fojtův Mlýn, Hodslavice und Hostašovice im Süden, Straník und Kojetín im Südwesten, Čertův Mlýn, Jičina, Starý Jičín und Žlabec im Westen sowie Loučka im Nordwesten.

## Geschichte
Das Dorf wurde wahrscheinlich zum Ende des 13. Jahrhunderts während des Landesausbaus als Waldhufendorf angelegt; der Überlieferung nach von Bludo III. von Gycin (Bluda z Pňovic), der zwischen 1278 und 1288 Besitzer der Burg Gycin war. Die erste schriftliche Erwähnung von Bludovice erfolgte 1302, als Bludo juvenis de Bludowitz in Příbor als Zeuge auftrat. Seit 1411 ist das Dorf unter den Gütern der Burg Stralenberg nachweislich; als Latzek (I.) von Krawarn auf Helfenstein in jenem Jahr seine Stralenberger Untertanen von Heimfall befreite, ist Bludowicz unter den zur Burg gehörigen 16 Dörfern aufgeführt. Um 1430 erwarben die Herren von Cimburg die Herrschaft. 1437 verkauften die Testamentsvollstrecker des Ctibor von Cimburg und Křídlo auf Alttitschein dessen gesamte Güter an Wilhelm Puklitz von Posoritz. Die Raubritter Puklitz von Posoritz veräußerten die Herrschaft später an Heinrich von Boskowicz und Czernahor. 
1478 verkauften dessen Söhne Tobias und Benedikt von Boskowicz und Czernahor die Herrschaft Stramberg mit dem Städtchen Stramberg sowie elf Dörfern, darunter Bludowicze, an Benedikt von Hustopetsch. Seit dem 16. Jahrhundert siedelten sich deutsche Kolonisten an, wodurch der Ort schließlich deutschsprachig wurde und den eingedeutschten Namen Bludendorf erhielt. Benedikts Sohn Latzek von Hustopetsch veräußerte die Herrschaft 1531 an Bernard von Zierotin auf Fulnek, der sie im Jahr darauf seinem Neffen Viktorin vererbte. Nach dem Tod des Viktorin von Zierotin teilten sich dessen beide Söhne im Jahre 1533 das Erbe; Wilhelm erhielt Alttitschein, seinem Bruder Friedrich fiel Neutitschein mit der Burg und dem Städtchen Stramberg sowie Blauendorf und weiteren zehn Dörfern zu. 1558 kaufte sich die Stadt Neutitschein aus der Untertänigkeit frei und erwarb zudem von Johann von Zierotin auch Stramberg und die elf Dörfer. Nach der Schlacht am Weißen Berg konfiszierte König Ferdinand II. 1621 die Stadt Neutitschein mit ihren Gütern und verlieh die Herrschaft 1624 der Olmützer Jesuitenstiftung. Nach der Aufhebung des Jesuitenordens wurde die Herrschaft Neutitschein 1781 ohne die Stadt Neutitschein, die 1775 wieder aus der Untertänigkeit befreit wurden war, der Theresianischen Ritterakademie in Wien übereignet. Das älteste Ortssiegel stammt aus dem 18. Jahrhundert und zeigt das Lamm Gottes mit der Osterfahne.
Im Jahre 1835 bestand das im Prerauer Kreis gelegene Dorf Blauendorf bzw. Bludowice aus 61 Häusern, in denen 480 Personen lebten. Haupterwerbsquellen bildeten Ackerbau, Rinder- und Schafzucht sowie Baumzucht. Ihre Wolle verkauften die Bauern bis nach Russland und Frankreich. Im Ort gab es eine Kapelle und drei Mühlen. Pfarr- und Schulort war Neutitschein, unterrichtet wurden die Kinder jedoch in Söhle. Bis zur Mitte des 19. Jahrhunderts blieb Blauendorf der Herrschaft Neu-Titschein untertänig.
Nach der Aufhebung der Patrimonialherrschaften bildete Blauendorf / Bludovice ab 1849 eine Gemeinde im Gerichtsbezirk Neutitschein. Mit der aufkommenden Industrialisierung verdiente sich ein Teil der Einwohner seinen Lebensunterhalt in den Neutitscheiner Fabriken. Zwischen 1864 und 1865 erfolgte der Bau einer Dorfschule in Kombination mit einer Kapelle. Ab 1869 gehörte Blauendorf zum Bezirk Neutitschein. Zu dieser Zeit hatte das Dorf 538 Einwohner und bestand aus 70 Häusern. Zum Ende des 19. Jahrhunderts entwickelte sich Blauendorf zu einer Sommerfrische. Am Westhang des Großen Gimpelberges wurde 1886 ein Friedhof angelegt, zuvor erfolgten die Bestattungen in Söhle. 1889 wurde die Lokalbahnstrecke Hotzendorf-Neutitschein eröffnet. Die Schule erhielt 1901 einen Anbau und nahm den zweiklassigen Unterricht auf. Im Jahre 1900 lebten in Blauendorf 609 Personen; 1910 waren es 631. Nach der Gründung der Tschechoslowakei wurden im Ort kinderreiche tschechische Familien angesiedelt. Der Schulanbau diente danach als tschechische Minderheitenschule. Im Jahre 1930 bestand Blauendorf aus 85 Häusern und hatte 565 Einwohner. Westlich und südlich verlief die Sprachgrenze. Für die tschechische Minderheitenschule wurde 1935 ein neues Schulhaus gebaut. Nach dem Münchner Abkommen wurde das überwiegend deutschsprachige Dorf 1938 dem Deutschen Reich zugeschlagen. Da das Dorf an der Grenze zur "Resttschechei" lag, wurde in der ehemaligen tschechischen Schule ein Zollamt eingerichtet. 1939 lebten in der Gemeinde 543 Personen. Die Erbrichterei befand sich zu dieser Zeit ca. 400 Jahre im Besitz der Familie Neusser. 
Bis 1945 gehörte Blauendorf  zum Landkreis Neu Titschein. Nach dem Ende des Zweiten Weltkrieges kam das Dorf zur Tschechoslowakei zurück, bis 1946 wurden die meisten deutschen Bewohner vertrieben. Im Jahre 1950 hatte Bludovice 401 Einwohner. 
Zum 1. Januar 1974 wurde Bludovice nach Nový Jičín eingemeindet. Beim Zensus von 2001 lebten in den 117 Häusern von Bludovice 359 Personen. Die Bahnstrecke Hostašovice–Nový Jičín horní nádraží wurde 2009 nach schweren Hochwasserschäden stillgelegt und danach abgebaut; 2014 wurde auf ihrer Trasse ein Radfahrweg eröffnet.

## Ortsgliederung
Der Ortsteil Bludovice bildet den Katastralbezirk Bludovice u Nového Jičína.

## Sehenswürdigkeiten
- Kapelle des hl. Michael, sie wurde zusammen mit der Dorfschule in den Jahren 1864–1865 nach Plänen des Salzburger Baurates Ferdinand Neusser durch den Neutitscheiner Baumeister Thomas Chytil errichtet. Mit dem Schulraum war die Kapelle mit einer zweiflügligen Tür verbunden, so dass das Klassenzimmer bei größeren Festlichkeiten als "Kirchenschiff" genützt werden konnte.

## Persönlichkeiten
- Franz Neusser (1823–1912), Erbrichtereibesitzer und Abgeordneter zum Österreichischen Abgeordnetenhaus